# Elimination Chamber (2018)
Elimination Chamber (2018) (hay No Escape (2018) ở Đức) là một sự kiện pay-per-view đấu vật chuyên nghiệp và sự kiện của WWE Network sản xuất bởi WWE cho Raw, diễn ra ngày 25 tháng 2 năm 2018, tại T-Mobile Arena ở Las Vegas Valley, Paradise, Nevada. Đây là sự kiện Elimination Chamber thứ 8 và là sự kiện pay-per-view độc quyền Raw cuối cùng dưới sự chia tách thương hiệu lần 2 vì sau WrestleMania 34, tất cả các pay-per-view WWE đều dành cho cả Raw và SmackDown. Sự kiện năm 2018 cũng đánh dấu lần đầu tiên có một trận đấu Elimination Chamber 7 người, sự kiện đầu tiên có trận đấu Elimination Chamber cho nữ, và sự kiện pay-per-view độc quyền Raw đầu tiên kể từ khi mở rộng thương hiệu nhưng không có các trận đấu của cruiserweight division.
Có 6 trận đấu diễn ra trong sự kiện, với 1 trận ở pre-show. Trong sự kiện chính, Roman Reigns giành chiến thắng trong trận đấu Elimination Chamber 7 người đầu tiên để trở thành ứng viên số 1 trước Brock Lesnar tranh đai Universal Championship tại WrestleMania 34. Trong các trận đấu khác, Alexa Bliss bảo vệ thành công đai Raw Women's Championship trong trận đấu Elimination Chamber đầu tiên cho nữ, và Asuka đánh bại Nia Jax để kéo dài chuỗi bất bại và ngăn Jax không bổ sung vào trận tranh đai vô địch của cô tại WrestleMania 34. Sự kiện cũng đáng chú ý khi Ronda Rousey ký hợp đồng với Raw, nơi cô có mâu thuẫn với COO Triple H và Raw Commissioner Stephanie McMahon, người có mà trở lại đầu tiên sau Survivor Series.

## Kết quả
| #                                                                                     | Kết quả                                                                                        | Thể loại                                                                                               | Thời gian |
| ------------------------------------------------------------------------------------- | ---------------------------------------------------------------------------------------------- | --- | --------- |
| 1P                                                                                    | Luke Gallows và Karl Anderson đánh bại The Miztourage (Bo Dallas và Curtis Axel)               | Trận đấu đồng đội                                                                                      | 8:50      |
| 2                                                                                     | Alexa Bliss (c) đánh bại Sasha Banks, Bayley, Mickie James, Sonya Deville, và Mandy Rose       | Trận đấu Elimination Chamber tranh đai WWE Raw Women's Championship                                    | 29:35     |
| 3                                                                                     | Cesaro và Sheamus (c) đánh bại Titus Worldwide (Apollo và Titus O'Neil) (cùng với Dana Brooke) | Trận đấu đồng đội tranh đai WWE Raw Tag Team Championship                                              | 10:05     |
| 4                                                                                     | Asuka đánh bại Nia Jax                                                                         | Trận đấu đơn; Nếu Jax thắng, cô đã được thêm vào trận tranh đai vô địch của Asuka tại WrestleMania 34  | 8:15      |
| 5                                                                                     | Matt Hardy đánh bại Bray Wyatt                                                                 | Trận đấu đơn                                                                                           | 9:55      |
| 6                                                                                     | Roman Reigns đánh bại Braun Strowman, Seth Rollins, Finn Bálor, John Cena, Elias, và The Miz   | Trận đấu Elimination Chamber cho một trận đấu tranh đai WWE Universal Championship tại WrestleMania 34 | 40:15     |
| - (c) – chỉ người vô địch bước vào trận đấu - P – chỉ trận đấu diễn ra trong pre-show |                                                                                                | |           |

### Trận đấu Elimination Chamber nữ
| Thứ tự loại | Đô vật          | Thứ tự vào | Bị loại bởi  | Thời gian                          |       |
| ----------- | --------------- | ---------- | ------------ | ---------------------------------- | ----- |
| 1           | Mandy Rose      | 3          | Sasha Banks  | Bank Statement                     | 13:50 |
| 2           | Sonya Deville   | 2          | Mickie James | Seated senton off the top of a pod | 17:35 |
| 3           | Mickie James    | 5          | Bayley       | Bayley-to-Belly                    | 18:00 |
| 4           | Bayley          | 1          | Alexa Bliss  | Roll up                            | 25:30 |
| 5           | Sasha Banks     | 4          | Alexa Bliss  | Spike DDT                          | 29:35 |
| Thắng cuộc  | Alexa Bliss (c) | 6          | —            | —                                  | 29:35 |

### Trận đấu Elimination Chamber nam
| Thứ tự loại | Đô vật         | Thứ tự vào | Bị loại bởi    | Hình thức loại    | Thời gian |
| ----------- | -------------- | ---------- | -------------- | ----------------- | --------- |
| 1           | The Miz        | 1          | Braun Strowman | Running powerslam | 20:20     |
| 2           | Elias          | 7          | Braun Strowman | Powerslam         | 25:55     |
| 3           | John Cena      | 4          | Braun Strowman | Powerslam         | 26:25     |
| 4           | Finn Bálor     | 3          | Braun Strowman | Powerslam         | 31:03     |
| 5           | Seth Rollins   | 2          | Braun Strowman | Powerslam         | 36:40     |
| 6           | Braun Strowman | 6          | Roman Reigns   | Spear             | 40:15     |
| Thắng cuộc  | Roman Reigns   | 5          | —              | —                 | 40:15     |

### Trích dẫn
1. ↑  "In the #EliminiationChamber, every superstar has one mission — get to #WrestleMania! "M.O.M" by @Dubroush is an #OfficialThemeSong for #WWEChamber". WWE on Twitter. Truy cập ngày 23 tháng 2 năm 2018.
2. ↑  Gilyadov, Alex (ngày 26 tháng 2 năm 2018). "WWE Items Coming to Rocket League". IGN. Truy cập ngày 26 tháng 2 năm 2018.
3. ↑  "WWE No Escape". WWE (bằng tiếng Đức). Bản gốc lưu trữ ngày 11 tháng 2 năm 2018. Truy cập ngày 30 tháng 1 năm 2018.
4. ↑  Hoffmann, Martin (ngày 20 tháng 2 năm 2018). "Darum hat eine WWE-Show zwei Namen" [This is why a WWE show has two names]. Sport1 (bằng tiếng Đức). Truy cập ngày 24 tháng 2 năm 2018.
5. ↑  "WWE Elimination Chamber 2018 tickets available now". WWE. ngày 2 tháng 2 năm 2018. Truy cập ngày 5 tháng 2 năm 2018.
6. ↑  WWE.com Staff (ngày 17 tháng 2 năm 2018). "WWE pay-per-views just got bigger for 2018!". WWE.com. Truy cập ngày 19 tháng 2 năm 2018.
7. ↑  Powell, Jason. "WWE Elimination Chamber Kickoff Show live review: Luke Gallows và Karl Anderson vs. Bo Dallas và Curtis Axel". Pro Wrestling Dot Net. Truy cập ngày 25 tháng 2 năm 2018.
8. 1 2 3  Powell, Jason. "WWE Elimination Chamber 2018 live review: Men's và Women's Trận đấu Elimination Chamberes, Ronda Rousey contract signing, Asuka vs. Nia Jax, Matt Hardy vs. Bray Wyatt, Sheamus và Cesaro vs. Titus O'Neil và Apollo for the Raw Tag Titles". Pro Wrestling Dot Net. Truy cập ngày 25 tháng 2 năm 2018.
9. ↑  Benigno, Anthony. "Luke Gallows & Karl Anderson def. The Miztourage (Kickoff Match)". WWE. Truy cập ngày 25 tháng 2 năm 2018.
10. ↑  Benigno, Anthony. "Raw Women's Champion Alexa Bliss won the first-ever Women's Trận đấu Elimination Chamber". WWE. Truy cập ngày 25 tháng 2 năm 2018.
11. ↑  Burdick, Michael. "Raw Tag Team Champions Cesaro & Sheamus def. Titus Worldwide". WWE. Truy cập ngày 25 tháng 2 năm 2018.
12. ↑  Benigno, Anthony. "Asuka def. Nia Jax". WWE. Truy cập ngày 25 tháng 2 năm 2018.
13. ↑  Benigno, Anthony. ""Woken" Matt Hardy def. Bray Wyatt". WWE. Truy cập ngày 25 tháng 2 năm 2018.
14. ↑  Benigno, Anthony. "Roman Reigns wins the first-ever Seven-Man Trận đấu Elimination Chamber to challenge Universal Champion Brock Lesnar at WrestleMania". WWE. Truy cập ngày 25 tháng 2 năm 2018.